# Tibali
Tibali (ou Tibale, Tibalé, Toubali) est une localité du Cameroun située dans le département du Mayo-Danay et la Région de l'Extrême-Nord, à proximité de la frontière avec le Tchad. Elle fait partie de la commune de Datcheka et du canton de Doukoula.

## Population
En 1967, la localité comptait 640 habitants, principalement Toupouri. À cette date, elle était dotée d'une mission catholique. 
Lors du recensement de 2005, 1 660 personnes y ont été dénombrées.